# 소가노 에미시
소가노 에미시(蘇我蝦夷, 587년 ~ 645년 7월 11일)는 야마토 시대의 정치인, 귀족, 장관이었다. 가명으로 에미시(毛人), 토요라노 오오미(豊浦大臣)가 있다. 아버지 소가노 우마코가 사망한 이후 에미시는 자신의 아버지로부터 국무성장관 자격의 오오미를 인계받았다.
645년, 아들 이루카가 살해당했을 때 에미시는 그 다음날 자살하였다.

## 참고 문헌
- “Soga Emishi”. 《Encyclopdedia Britannica》. 2009년 5월 2일에 확인함.